# Comité européen des droits sociaux
Le Comité européen des droits sociaux (abréviation: CEDS) est une institution du Conseil de l'Europe chargée de la mise en œuvre par les États membres de la Charte sociale européenne.
Établi conformément à l’article 25 de la Charte sociale européenne (CSE) telle qu’amendée par le protocole de Turin de 1991, le Comité statue en droit sur la conformité des situations nationales avec la Charte.
Le Comité, composé de 15 membres indépendants et impartiaux élus pour 6 ans par le Comité des Ministres du Conseil de l'Europe, juge de la conformité des législations et des pratiques nationales à la Charte sociale européenne.
Il publie chaque année des décisions appelés « conclusions. » Si la non-conformité est constatée, l'État concerné va faire l'objet d'une recommandation en vue d'amener les modifications appropriées.